# Gleis 8
Gleis 8 war eine deutsche Popband. Sie wurde 2012 von der ehemaligen Rosenstolz-Sängerin AnNa R. gegründet.

## Geschichte
AnNa R., die in Berlin lebte, und Saxophonist Lorenz Allacher begannen Ende 2011 an neuen Stücken zu arbeiten. Sie trafen auf den Hamburger Produzenten Timo Dorsch, der den Kontakt zum Hamburger Schlagzeuger Manne Uhlig herstellte. Im Januar 2012 gründeten die vier Musiker die Band Gleis 8. Die Namensgebung ist eine Anspielung darauf, dass die Band oft zwischen Hamburg und Berlin pendeln musste und der ICE nach Hamburg im Berliner Hauptbahnhof stets von Gleis 8 abfuhr. Später nahm Universal Music die Gruppe unter Vertrag.
Am 10. Mai 2013 erschien die Single Wer ich bin, die sich in den Charts eine Woche lang auf Platz 70 hielt. Am 24. Mai 2013 folgte das Debütalbum Bleibt das immer so, das Platz sieben der Charts erreichte. Aufgenommen wurde es in Studios in Hamburg und Berlin. Die am 13. September 2013 als Download veröffentlichte zweite Single Geh nicht verfehlte die Charts. Im Winter 2013 absolvierte die Band ihre erste Tournee.
Die für Sommer 2014 geplanten Festivalauftritte wurden wegen der Krebserkrankungen zweier Bandmitglieder, Manne Uhlig und Lorenz Allacher, abgesagt. Im Oktober 2014 starb Allacher an den Folgen der Erkrankung. Am 11. September 2015 ist der Titel Vorbei als erste Single aus dem am 12. Februar 2016 erschienenen zweiten Album Endlich veröffentlicht worden.
Im Juni 2018 gab es noch einen einzelnen Auftritt beim Hammer Summer. Nachdem es lange sehr still um die Band gewesen ist, stellte AnNa R. im August 2023 gegenüber dem Portal Medien-Puls die Zukunft der Band klar: Außer Timo Dorsch seien alle Mitglieder nun Teil der Live-Band von ihrem Solo-Projekt AnNa R. Für Oktober 2023 war die erste Tournee geplant.
Im Dezember 2020 veröffentlichten Gleis 8 auf der Kompilation Lacrimosa – die Jubiläumsbox 1990–2020 zum 30-jährigen Jubiläum von Lacrimosa den Coversong Ich verlasse heut' dein Herz. Der Schlagzeuger Manne Uhlig spielte zuvor auch bei Lacrimosa.
Am oder vor dem 16. März 2025 verstarb Sängerin und Bandgründerin AnNa R. plötzlich und unerwartet. Sie wurde am 16. März 2025 tot in ihrer Dachgeschoss-Wohnung in Berlin aufgefunden, nachdem ein Freund vergeblich versucht hatte, sie zu erreichen. Rettungskräfte und Polizei wurden alarmiert und eilten zur Wohnung der Sängerin, wo man sie mit etwas Blut vor dem Mund fand. Zunächst wurde ein Todesermittlungsverfahren eingeleitet. Die Auffindesituation sowie Befragungen des Umfeldes von AnNa R. ergaben, dass weder Suizid, ein schwerer Sturz noch Fremdverschulden in Frage kommen, die Ermittlungen wurden eingestellt. Die genaue Todesursache bleibt auf Wunsch der Familie aufgrund von "Persönlichkeitsrechtsschutzgründen" unter Verschluss und wird nicht veröffentlicht. AnNa R. wurde im engsten Familienkreis in Berlin beigesetzt.

## Diskografie
Alben
- 2013: Bleibt das immer so
- 2016: Endlich

Singles
- 2013: Wer ich bin
- 2013: Geh nicht
- 2015: Vorbei
- 2016: Trotzdem
- 2016: Dunkelrot